# 2 Hearts
„2 Hearts” este o melodie pop rock a cântăreței Kylie Minogue de pe albumul X (2007). Cântecul este un cover după melodia cu același nume a formației Kish Mauve, care au și produs melodia. A fost primul single lansat din mai 2005 până atunci, de când fusese diagnosticată cu cancer mamar.
A fost primul single de pe album, fiind lansat în noiembrie 2007, primind recenzii mixte. A avut succes în topuri, atingând top 20 în majoritatea țărilor în care a fost lansat, ajungând pe locul 1 în Australia și Spania.